# Philipp Konrad Marheineke

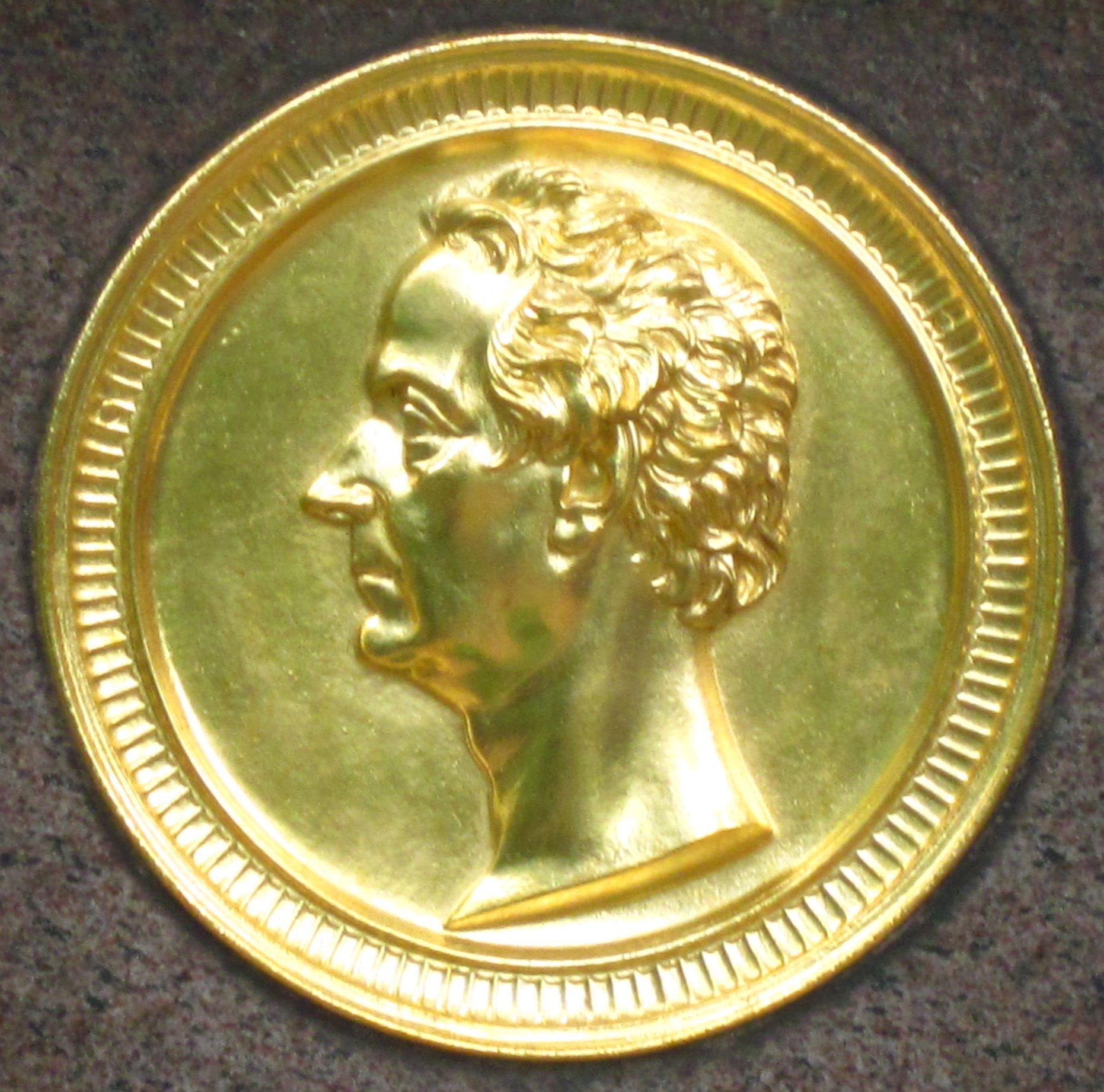
Porträttondo von Philipp Konrad Marheineke auf dessen Grabstein

Philipp Konrad Marheineke, auch Philipp Conrad Marheineke (* 1. Mai 1780 in Hildesheim; † 31. Mai 1846 in Berlin) war ein deutscher evangelischer Theologe.

## Leben
Philipp Konrad Marheineke, Sohn eines Hildesheimer Gastwirts und Ratsherren, studierte ab 1798 Theologie und Philosophie an der Universität Göttingen, wo ihn vor allem Gottlieb Jakob Planck und Christoph Ammon prägten. Nach der Promotion zum Dr. phil. an der Universität Erlangen wurde er 1804 Repetent in Göttingen und 1805 Universitätsprediger und außerordentlicher Professor in Erlangen. 1807 folgte er einem Ruf an die Universität Heidelberg, wo er 1809 ordentlicher Professor wurde und 1811 Dr. theol. wurde. Im selben Jahr wurde er auf Betreiben Friedrich Schleiermachers als Professor an der neu gegründeten Universität zu Berlin angestellt, wo er bis zu seinem Tod wirken sollte. Zweimal (1817 und 1831) amtierte er als Rektor. 1820 wurde er zusätzlich (an der Seite Schleiermachers) Prediger an der Dreifaltigkeitskirche und Konsistorialrat.
Marheineke war seit dessen Berufung nach Berlin (1818) eng mit Georg Wilhelm Friedrich Hegel befreundet und distanzierte sich zunehmend von Schleiermacher und Friedrich Wilhelm Joseph Schelling, unter dessen Einfluss seine früheren Werke gestanden hatten. Besonders seit Hegels Tod (1831) bildete er einen Mittelpunkt für die „rechte“, althegelianische Schule. Er gehörte zu den Herausgebern der ersten Werkausgabe (1832–1845) und edierte etliche von Hegels Vorlesungen. Nach dem Wechsel im Amt des preußischen Kultusministers von Karl vom Stein zum Altenstein zu Friedrich Eichhorn 1840 nahm sein Einfluss stark ab. 1844 musste er aufgrund eines Nervenleidens seine Vorlesungen einstellen. Sein Grab befindet sich auf dem Dreifaltigkeitskirchhof II im Feld B1, G3 in Berlin-Kreuzberg und ist als Ehrengrab der Stadt Berlin ausgewiesen.

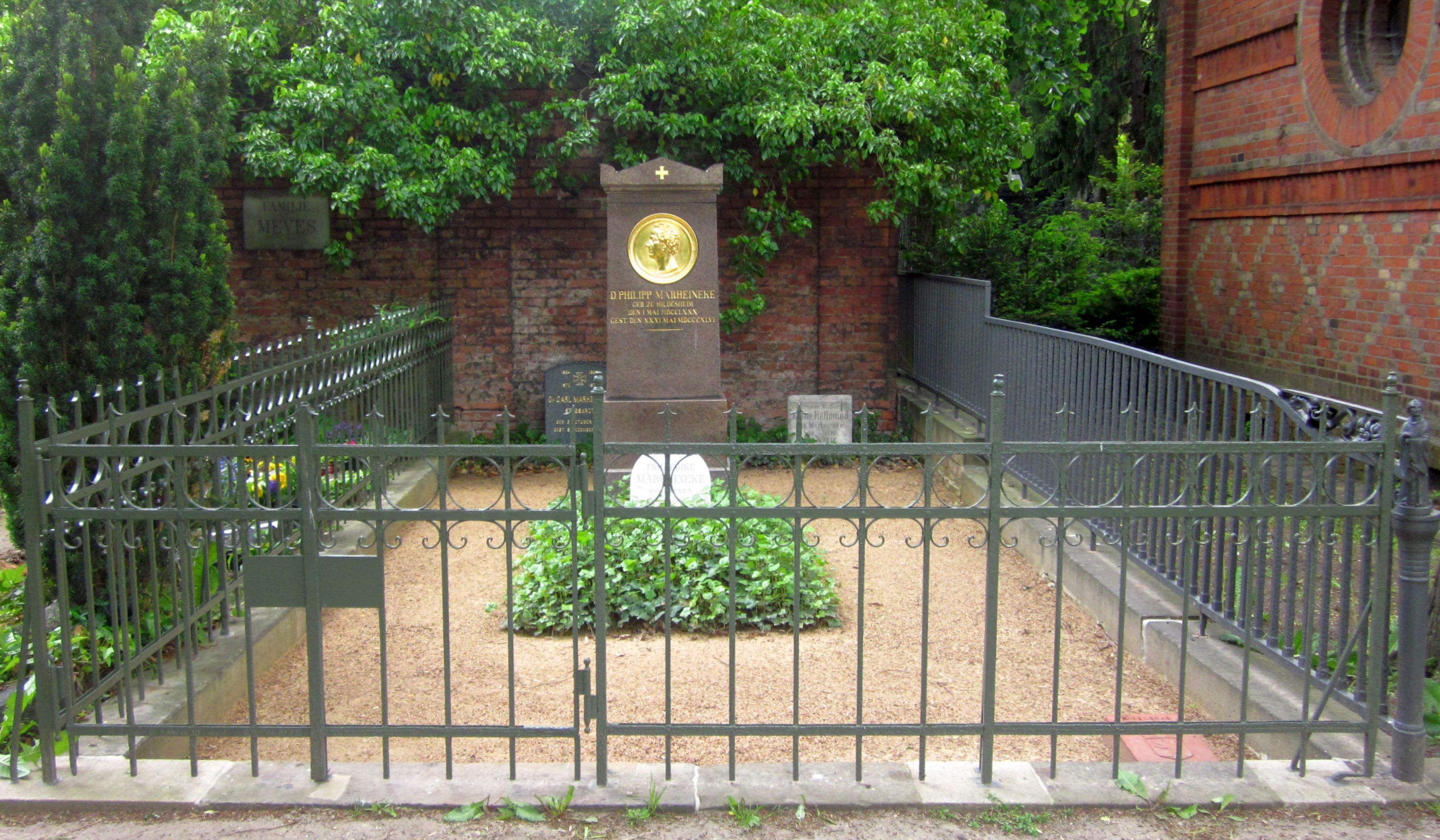
Grab von Marheineke auf dem Dreifaltigkeitskirchhof II in Berlin-Kreuzberg

Marheineke gilt dank seiner Werke System des Katholizismus in seiner symbolischen Entwickelung (1810–1813) und Christliche Symbolik (1810) als einer der Wegbereiter der wissenschaftlichen Konfessionskunde. Auch in der Praktischen Theologie wird er zu den Begründer des Faches gezählt. Viele seiner Werke behandeln kirchengeschichtliche Themen, unter denen die Universalhistorie des Christentums (1806) und die Geschichte der deutschen Reformation (1816/17) hervorzuheben sind. Besondere Beachtung fanden jedoch seine Schriften zur Dogmatik, die anfangs (Grundlehren der christlichen Dogmatik, 1819) stark unter Schellings Einfluss, später (Grundlehren der Dogmatik als Wissenschaft, 1827; Vorlesungen über das System der christlichen Dogmatik, postum 1847) unter dem Hegels standen.
Im Dezember 1839 wurde er zum auswärtigen Mitglied der Königlich Dänischen Akademie der Wissenschaften gewählt.
Er war mit Philippine Thekla († 28. November 1822), einer Tochter des Hanauer Beamten Friedrich Karl Blum, verheiratet.

## Ehrungen
Marheineke zu Ehren wurde der Platz vor der Passionskirche (Berlin) der Kirchengemeinde Heilig-Kreuz-Passion Marheinekeplatz benannt.

## Schriften (Auswahl)
- System des Katholizismus in seiner symbolischen Entwickelung. Heidelberg 1810–1813 (3 Bde.)
- Geschichte der deutschen Reformation. Duncker & Humblot, Berlin 1816. (Digitalisat Theil 1),(Theil 2),(Theil 3), (Theil 4,1834) 2. Aufl. 1831–1834 (4 Bde.)
- Grundlegung der Homiletik. In einigen Vorlesungen über den wahren Charakter eines protestantischen Geistlichen. Perthes, Hamburg 1811. (Digitalisat)
- Grundlehren der Dogmatik. Berlin 1819
- Institutiones symbolicae, doctrinarum omnium societatum Christianarum summam et discrimina exhibens. Voss, Berlin 1825. (Digitalisat) (3. Aufl. 1830)
- Über die wahre Stellung des liturgischen Rechts im evangelischen Kirchenregiment. Cawitzel, Berlin 1825.
- Entwurf der practischen Theologie. Duncker & Humblot, Berlin 1837
- Das Gebet des Herrn in dreizehn Predigten. Nebst den am dreihundert Jährigen Jubelfest der Einführung der Reformation in die Mark Brandenburg im Jahr 1839, und am Gedächtnisstage der Verstorbenen im Jahr 1839 gehaltenen. Duncker & Humblot, Berlin 1848.
- Zur Kritik der Schellingschen Offenbarungsphilosophie. Schluß der öffentlichen Vorlesungen über die Bedeutung der Hegelschen Philosophie in der christlichen Theologie. Ensslin, Berlin 1843. (Digitalisat)
- Die Reformation, dem deutschen Volk erzählt. Klemann, Berlin 1846
- Vorlesungen über die christliche Moral, Dogmatik, Symbolik und Dogmengeschichte. Duncker & Humblot, Berlin 1847–1849 (4 Bde.)
- Predigten, der häuslichen Frömmigkeit gewidmet. Duncker & Humblot, Berlin 1826.
  - Band 1: Die Leidensgeschichte des Herrn in einer Reihe von Fastenpredigten
  - Band 2: Predigten über die Sonntagsevangelien